# Jens Jessen (professor)

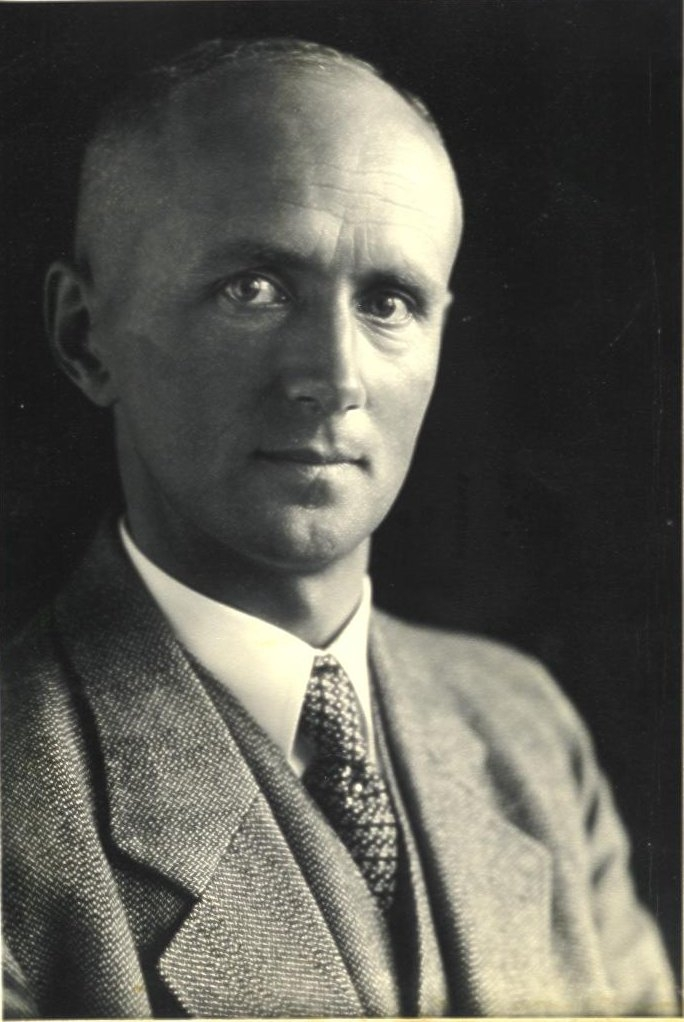
Jens Jessen omkring år 1930.

Jens Peter Jessen, född 11 december 1895 i Stoltelund, Provinsen Schleswig-Holstein, död 30 november 1944 i Plötzensee, Berlin, var en tysk nationalekonom och motståndare till naziregimen i Tyskland. År 1936 utnämndes han till professor i ekonomi och statsvetenskap vid Berlins universitet.
År 1941 blev han som kapten i reserven medlem av generalkvartermästaren Eduard Wagners stab. I samband med 20 juli-attentatet mot Adolf Hitler arrangerade Jessen kuppmakarnas resemöjligheter. Efter kuppen greps han och ställdes inför Folkdomstolen och dess ordförande Roland Freisler. Jessen dömdes för högförräderi till döden och avrättades genom hängning.

### Webbkällor
- ”Jens Jessen” (på engelska). Gedenkstätte Deutscher Widerstand. Arkiverad från originalet den 30 januari 2014. https://www.webcitation.org/6N1GgizJ2?url=http://www.gdw-berlin.de/en/recess/biographies/biographie/view-bio/jessen/. Läst 30 januari 2014.